# Arcadia (Isole Ionie)
Arcadia (in greco Αρκάδια?) è un ex comune della Grecia nella periferia delle Isole Ionie (unità periferica di Zante) con 4.830 abitanti secondo i dati del censimento 2001.
È stato soppresso a seguito della riforma amministrativa, detta Programma Callicrate, in vigore dal gennaio 2011 ed è ora compreso nel comune di Zante.